# École supérieure d'architecture des jardins et des paysages
 (janvier 2022).
Si vous disposez d'ouvrages ou d'articles de référence ou si vous connaissez des sites web de qualité traitant du thème abordé ici, merci de compléter l'article en donnant les références utiles à sa vérifiabilité et en les liant à la section « Notes et références ».
 (octobre 2021).
L'École supérieure d'architecture des jardins et des paysages (ESAJ) est une école privée française fondée en 1966, sous le statut d'association loi de 1901. Elle forme des paysagistes concepteurs et accueille en moyenne 90 élèves, répartis sur cinq années d'étude. Reconnue par la Fédération Française du Paysage (FFP) et l'International Federation of Landscape Architects (IFLA), l'ESAJ délivre en 3 ans un Bachelor d’assistant paysagiste, et en 5 ans un diplôme de niveau Master européen de Paysagiste-ESAJ / Landscape Architect. 

## Admission
L'accès à l'ESAJ se réalise par Parcoursup ou sur dossier. Dans les deux cas, le candidat doit passer par un entretien permettant de présenter sa culture générale et sa motivation. Le minimum requis pour l'entrée en première année est l'obtention d'un baccalauréat. Les étudiants qui ont validé deux années d’études supérieures (BTS « Aménagements paysagers »), ou une licence sur 3 ans, peuvent être admis après un entretien, accompagné de portfolios et de documents sur les travaux réalisés.

## Programme des études
L’ESAJ propose deux formations :
- Un bachelor ESAJ assistant-paysagiste (180 crédits ECTS) ;
- Un diplôme de niveau master Paysagiste-ESAJ (120 crédits ECTS, soit 30 crédits par semestre).

La pédagogie de l'école consiste à proposer une formation pluridisciplinaire pour allier technicité et créativité (fonctionnement du vivant, gestion de projet de paysage, architecture, art). 